# 1987 год в театре
1987 год в театре

## Постановки
- Лос-Анджелес — «Балет Джоффри» представил возобновление балета Вацлава Нижинского «Весна священная», реконструированного Миллисент Ходсон и Кеннетом Арчером при помощи Мари Рамбер.
- 12 января — возобновление «Самоубийцы» Н. Р. Эрдмана в Театре сатиры. Реж. В. Плучек, худ. Б. Мессерер. В ролях: Р. Ткачук, В. Шарыкина, О. Аросева, Г. Менглет, С. Мишулин, М. Державин. — В 1982 году В. Плучек уже пробовал осуществить первую в СССР постановку этого спектакля, но он был почти сразу же запрещён лично министром культуры П. Н. Демичевым.
- 24 февраля — «Шестеро персонажей в поисках автора» Л. Пиранделло в «Школе драматического искусства». Реж. А. А. Васильев, худ. И. Попов. В ролях: Н. Д. Чиндяйкин, Н. Коляканова, Ю. Иванов. Спектакль открыл Театр на Воровской улице.
- апрель — «Король Лир» У. Шекспира в Театре им. Ш. Руставели (Тбилиси). Реж. Р. Стуруа, худ. М. Швелидзе. В ролях: Р. Г. Чхиквадзе, Т. Долидзе, Ж. Лолашвили, М. Кахиани, А. Махарадзе.
- 3 мая — «Холопы» П. П. Гнедича в Малом театре. Пост. Б. А. Львова-Анохина. В роли княжны Плавутиной-Плавунцовой — Е. Н. Гоголева.
- 14 мая — Саратовский театр драмы. «14 красных избушек» Андрей Платонов, постановка Александра Дзекуна.
- 25 мая — «Собачье сердце» А. Червинского (по повести М. А. Булгакова) в Московском ТЮЗе. Реж. Г. Н. Яновская, худ. С. Бархин. В ролях: А. Вдовин, В. Володин.
- 17 июля — «Звезды на утреннем небе» А. Галина в Ленинградском Малом драматическом театре. Художественный руководитель постановки Лев Додин, Реж. Татьяна Шестакова, худ. Алексей Порай-Кошиц. В ролях: Н. Акимова, В. Быкова, М. Гридасова, С. Козырев, И. Иванов, В. Осипчук, И. Селезнёва, Г. Филимонова, Т. Шестакова.
- 12 октября — «На дне» М. Горького в БДТ им. М. Горького. Реж. Г. А. Товстоногов, худ. Э. Кочергин. В ролях: Е. Лебедев, В. Ивченко, К. Лавров, В. Кузнецов, Ю. Демич, В. Стржельчик, О. Басилашвили, О. Попков.
- декабрь — восстановление постановки «Трёх сестер» А. П. Чехова 1940 года во МХАТе им. М. Горького. Режиссёр восстановления Т. Доронина. В ролях: Т. Доронина, С. Коркошко, Л. Губанов.
- декабрь — «Сирано де Бержерак» Э. Ростана в Ленинградском театре им. А. С. Пушкина. Реж. И. Горбачёв. Художник М. Китаев. В ролях: И. Горбачёв, Т. Кулиш, С. Сытник, А. Марков.
- 17 декабря — «Брестский мир» Михаила Шатрова в Театре им. Евг. Вахтангова. Реж. Р. Стуруа, худ. Г. Алекси-Месхишвили. В ролях: М. Ульянов, В. Лановой, А. Филиппенко, И. Купченко.

## Знаменательные события
- В соответствии с Постановлением Совета Министров СССР от 8 июня 1986 г. и решениями, принятыми на I съезде СТД, 73 театра страны (в том числе 11 московских и 4 ленинградских) начинают участвовать в эксперименте по установлению художественной и хозяйственной самостоятельности театров.
- 1 января — Открытие Театра «У Никитских ворот» в качестве профессионального коллектива в новом помещении углу улицы Герцена и Гоголевского бульвара в Москве. Как любительская театр-студия существовала с 1983 г.
- Первая в СССР публикация пьесы Н. Р. Эрдмана (журнал «Современная драматургия», № 2). Издан купированный вариант, который был подготовлен не состоявшейся публикации пьесы ещё в 1968 г.
- март — Ленинградский гастрольный коллектив «Молодой театр», созданный в 1975 году, получил сценическую площадку в новом театрально-концертном комплексе «Время». Показаны премьерные спектакли поставленные под руководством С. Я. Спивака. «Удар» (по пьесе «Кабанчик» В. С. Розова и «Дорогая Елена Сергеевна» Л. Н. Разумовской.
- 9 марта — Театр на Таганке возглавляет Николай Губенко (по предложению худсовета театра). Вскоре были восстановлены спектакли прежнего руководителя опального Юрия Любимова.
- апрель —  окончательное юридическое разделение МХАТа на МХАТ им. А. П. Чехова во главе с О. Н. Ефремовым (здание в Камергерском переулке) и МХАТ им. М. Горького под руководством Т. Дорониной (на Тверском бульваре).
- 4 июня — Создан театр «Сатирикон» (прежде — Государственный театр миниатюр; в здании бывшего кинотеатра «Таджикистан» в Марьиной роще). Театр был открыт спектаклем «Мир дому твоему».
- 8 июня — Создан Театр-студия «Современник-2». Студия создана на базе выпускного курса Школы-студии МХАТ под руководством М. О. Ефремова по решению Художественного совета Театра «Современник». Первый спектакль — «Пощёчина» (по роману Ю. К. Олеши «Зависть»).
- 12 сентября — На Украине празднуется юбилей национального театрального деятеля Леся Курбаса.
- 24 сентября — Создано Всероссийское объединение «Творческие мастерские» (ВОТМ). Члены первого правления ВОТМ: Е. Арье, Вл. Иванов, Д. Крымов, В. Мальцев (директор), М. Мокеев, В. О. Семеновский, И. Шабалтас.
- 3 ноября — Основан музыкальный театр под руководством Геннадия Чихачёва.
- В Самаре создан экспериментальный театр-студия «Самарская площадь».

## Театральные фестивали, конкурсы
- апрель — На IV фестивале «Прибалтийская театральная весна» (Минск) побеждает спектакль «Дядя Ваня» по пьесе А. П. Чехова в постановке Э. Някрошюса (Литовский Молодёжный театр).
- июнь — Благотворительный ночной однодневный фестиваль «Задворки» около Театра им. Ленинского комсомола. Инициатор и организатор — А. Г. Абдулов; средства собирались на восстановление церкви рядом с театром. «Задворки» просуществуют до 1989 года.
- август — В конкурсе Международного фестиваля в Эдинбурге участвует Тбилисский театр марионеток Резо Габриадзе.
- ноябрь — На Всесоюзном конкурсе на лучшую пьесу к 70-летию Великого Октября побеждают «Серебряная свадьба» А. Н. Мишарина, «Диктатура совести» Михаила Шатрова и «У моря» Виктора Розова (шедшая под названиями «Кабанчик», «Удар»).

## Скончались
- 13 января — Игорь Ильинский, советский актёр театра и кино, режиссёр, народный артист СССР.
- 31 января — Верико Анджапаридзе, советская и грузинская актриса театра и кино, народная артистка СССР (1950).
- 12 февраля — Лариса Алексеевна Пашкова, советская актриса театра и кино, народная артистка РСФСР.
- 19 апреля — Борис Фёдорович Горбатов, советский актёр театра и кино, народный артист РСФСР.
- 27 апреля — Аттила Хёрбигер, австрийский актёр театра и кино.
- 6 мая — Игнатий Моисеевич Дворецкий, советский драматург.
- 10 июня — Николай Аркадьевич Скоробогатов, советский актёр театра и кино, заслуженный артист РСФСР.
- 5 августа — Анатолий Дмитриевич Папанов, советский актёр театра и кино, народный артист СССР (1973).
- 7 августа — Татьяна Андреевна Ливанова (Пискунова), советская актриса театра и кино.
- 15 августа — Шукур Бурханов, узбекский советский актёр театра и кино, народный артист СССР.
- 16 августа — Андрей Миронов, советский актёр театра и кино, народный артист РСФСР.
- 11 сентября — Михаил Григорьевич Водяной, выдающийся артист оперетты, театральный режиссёр, актёр кино, певец, конферансье, народный артист СССР (1976).
- 3 октября — Жан Ануй, французский драматург и сценарист.
- 10 ноября — Михаил Иванович Царёв, советский актёр театра и кино, народный артист СССР (1949).
- 17 декабря — Аркадий Исаакович Райкин, советский актёр театра и эстрады, народный артист СССР (1968).